# Ligat ha'Al 2015-2016
La Ligat ha'Al 2015-2016 è stata la 75ª edizione della massima divisione del campionato israeliano di calcio.
La stagione regolare è iniziata il 22 agosto 2015 ed è terminata il 7 marzo 2016. I play-off per il titolo si sono disputati tra il 12 marzo e il 21 maggio 2016, mentre le gare dei play-out si sono giocate tra il 19 marzo e il 16 maggio 2016.
Il titolo è stato vinto dall'Hapoel Be'er Sheva, alla sua terza affermazione, quarant'anni dopo l'ultimo successo.
Capocannoniere del torneo è stato, per la terza volta consecutiva, Eran Zahavi, in forza al Maccabi Tel Aviv, con 35 goal.

## Formula
Per la presente stagione, l'IFA ha confermato la stessa formula adottata a partire dal campionato 2013-2014.
Prendono parte alla massima serie 14 squadre, che si affrontano, dapprima, in un girone all'italiana di 26 giornate, tra andata e ritorno.
Al termine della stagione regolare, le sei squadre classificatesi dal primo al sesto posto partecipano ai play-off per il titolo e per la qualificazione alle Coppe europee; le otto squadre classificatesi dal settimo al quattordicesimo posto disputano, invece, i play-out per determinare le retrocessioni.
Tanto nei play-off quanto nei play-out, le squadre partono con gli stessi punti ottenuti durante la stagione regolare.
La squadra campione si qualifica al secondo turno preliminare della UEFA Champions League 2016-2017. La seconda classificata si qualifica al secondo turno preliminare di UEFA Europa League 2016-2017, mentre la terza è qualificata al primo turno preliminare della medesima rassegna.
Poiché un posto (al secondo turno preliminare di Europa League) è previsto anche per la squadra vincitrice della Coppa di Stato 2015-2016, se detto trofeo viene vinto da un club classificatosi al secondo o al terzo posto dei play-off (o, in caso di vittoria della Coppa di Stato da parte della squadra campione nazionale, se in tale posizione si classificherà la finalista), è qualificata al primo turno di Europa League anche la quarta classificata.
Sono retrocesse le ultime due squadre classificatesi ai play-out, che vengono rimpiazzate dalle due squadre promosse dalla Liga Leumit.
I play-off si disputano in partite di andata e ritorno, per un totale di 10 giornate (dalla 27ª alla 36ª giornata). I play-out, invece, si disputano in partite di sola andata, per un totale di sette giornate (dalla 27ª alla 33ª).
Ciascuna squadra, pertanto, disputa complessivamente 36 o 33 partite, a seconda che partecipi ai play-off o ai play-out.

## Squadre partecipanti
| Club                | Città         | Stadio                     | Posizione 2014-2015      |
| ------------------- | ------------- | -------------------------- | ------------------------ |
| Beitar Gerusalemme  | Gerusalemme   | Stadio Teddy Kollek        | 4º posto in Ligat ha'Al  |
| Bnei Sakhnin        | Sakhnin       | Stadio Doha                | 7º posto in Ligat ha'Al  |
| Bnei Yehuda         | Tel Aviv      | Stadio Bloomfield          | 1° in Liga Leumit        |
| Hapoel Akko         | Acri          | Stadio Municipale di Acri  | 11º posto in Ligat ha'Al |
| Hapoel Be'er Sheva  | Be'er Sheva   | Stadio Yaakov Turner       | 3º posto in Ligat ha'Al  |
| Hapoel Haifa        | Haifa         | Stadio Qiryat Eliezer      | 12º posto in Ligat ha'Al |
| Hapoel Kfar Saba    | Kfar Saba     | Stadio Levita              | 2° in Liga Leumit        |
| Hapoel Ra'anana     | Ramat Gan     | Karnei Oren Memorial Field | 10º posto in Ligat ha'Al |
| Hapoel Tel Aviv     | Tel Aviv      | Stadio Bloomfield          | 8º posto in Ligat ha'Al  |
| Ironi K. Shmona     | Kiryat Shmona | Stadio Ironi               | 2º posto in Ligat ha'Al  |
| Maccabi Haifa       | Haifa         | Stadio Sammy Ofer          | 5º posto in Ligat ha'Al  |
| Maccabi Netanya     | Netanya       | Netanya Stadium            | 9º posto in Ligat ha'Al  |
| Maccabi Petah Tiqwa | Petah Tiqwa   | Stadio HaMoshava           | 6º posto in Ligat ha'Al  |
| Maccabi Tel Aviv    | Tel Aviv      | Stadio Bloomfield          | Campione d'Israele       |

## Stagione regolare

### Classifica finale
|  | Pos. | Squadra             | Pt | G  | V  | N  | P  | GF | GS | DR  |
|  | ---- | ------------------- | -- | -- | -- | -- | -- | -- | -- | --- |
|  | 1.   | Hapoel Be'er Sheva  | 64 | 26 | 20 | 4  | 2  | 48 | 17 | +31 |
|  | 2.   | Maccabi Tel Aviv    | 61 | 26 | 19 | 4  | 3  | 59 | 20 | +39 |
|  | 3.   | Beitar Gerusalemme  | 51 | 26 | 15 | 6  | 5  | 38 | 19 | +19 |
|  | 4.   | Maccabi Haifa       | 38 | 26 | 10 | 8  | 8  | 33 | 25 | +8  |
|  | 5.   | Bnei Sakhnin        | 36 | 26 | 10 | 6  | 10 | 32 | 25 | +7  |
|  | 6.   | Hapoel Ra'anana     | 36 | 26 | 10 | 6  | 10 | 29 | 31 | -2  |
|  | 7.   | Bnei Yehuda         | 33 | 26 | 9  | 6  | 11 | 27 | 35 | -8  |
|  | 8.   | Maccabi Petah Tiqwa | 30 | 26 | 8  | 6  | 12 | 23 | 30 | -7  |
|  | 9.   | Hapoel Kfar Saba    | 29 | 26 | 7  | 8  | 11 | 19 | 31 | -12 |
|  | 10.  | Hapoel Akko         | 29 | 26 | 8  | 5  | 13 | 18 | 36 | -18 |
|  | 11.  | Ironi K. Shmona     | 28 | 26 | 6  | 10 | 10 | 25 | 31 | -6  |
|  | 12.  | Hapoel Tel Aviv     | 27 | 26 | 6  | 9  | 11 | 17 | 31 | -14 |
|  | 13.  | Hapoel Haifa        | 25 | 26 | 5  | 10 | 11 | 27 | 37 | -10 |
|  | 14.  | Maccabi Netanya     | 11 | 26 | 1  | 8  | 17 | 10 | 37 | -27 |

Legenda:
      Ammesse ai play-off
      Ammesse ai play-out
Note:
Tre punti a vittoria, uno a pareggio, zero a sconfitta.

### Risultati
|                | BeG  | BnS  | BnY  | HAk  | HBS  | HHa  | HKS  | HRa  | HTA  | IKS  | MHa  | MNe  | MPT  | MTA  |
| -------------- | ---- | ---- | ---- | ---- | ---- | ---- | ---- | ---- | ---- | ---- | ---- | ---- | ---- | ---- |
| Beitar G.      | –––– | 1-0  | 1-0  | 1-0  | 1-3  | 1-1  | 3-1  | 1-0  | 0-0  | 2-0  | 3-0  | 1-0  | 2-0  | 2-2  |
| Bnei Sakhnin   | 1-3  | –––– | 2-2  | 2-0  | 0-1  | 0-0  | 2-0  | 2-3  | 1-0  | 3-0  | 1-2  | 0-0  | 1-0  | 0-2  |
| Bnei Yehuda    | 2-1  | 0-2  | –––– | 0-2  | 0-0  | 1-0  | 2-1  | 1-3  | 1-3  | 2-2  | 0-0  | 1-2  | 1-1  | 0-1  |
| H. Akko        | 1-3  | 2-2  | 2-0  | –––– | 1-0  | 0-1  | 1-0  | 0-1  | 0-1  | 1-0  | 1-1  | 1-1  | 1-0  | 0-3  |
| H. Be'er Sheva | 2-1  | 2-2  | 2-0  | 3-0  | –––– | 1-0  | 3-0  | 2-0  | 3-1  | 2-1  | 0-0  | 2-0  | 5-2  | 0-1  |
| H. Haifa       | 1-1  | 2-0  | 0-1  | 3-1  | 1-2  | –––– | 1-1  | 1-1  | 0-1  | 1-4  | 2-4  | 2-0  | 0-3  | 0-3  |
| H. Kfar Saba   | 1-0  | 1-0  | 1-2  | 0-1  | 1-2  | 2-2  | –––– | 0-0  | 1-1  | 0-0  | 1-0  | 1-0  | 0-1  | 0-0  |
| H. Ra'anana    | 0-2  | 1-0  | 0-2  | 3-1  | 2-3  | 2-2  | 2-2  | –––– | 0-1  | 1-1  | 0-2  | 1-0  | 1-0  | 0-2  |
| H. Tel Aviv    | 0-0  | 0-4  | 3-1  | 0-2  | 0-1  | 0-0  | 0-1  | 2-1  | –––– | 0-3  | 0-3  | 1-1  | 0-1  | 0-1  |
| I. K. Shmona   | 0-2  | 0-2  | 1-1  | 0-0  | 1-3  | 1-1  | 0-2  | 0-0  | 3-0  | –––– | 2-0  | 3-0  | 0-1  | 1-1  |
| M. Haifa       | 0-2  | 0-0  | 0-3  | 4-0  | 1-1  | 3-2  | 1-1  | 2-0  | 0-0  | 0-1  | –––– | 1-0  | 4-0  | 1-3  |
| M. Netanya     | 0-0  | 0-2  | 0-2  | 0-0  | 0-2  | 1-2  | 0-1  | 1-3  | 1-1  | 1-1  | 0-3  | –––– | 0-0  | 1-3  |
| M. Petah Tiqwa | 2-0  | 0-1  | 3-1  | 1-2  | 0-1  | 1-1  | 2-0  | 0-2  | 1-1  | 0-0  | 1-1  | 1-0  | –––– | 1-2  |
| M. Tel Aviv    | 2-4  | 3-2  | 4-0  | 5-0  | 1-2  | 2-1  | 5-0  | 1-2  | 1-1  | 5-0  | 2-1  | 2-1  | 3-1  | –––– |

## Play-off

### Classifica finale
|                    | Pos. | Squadra            | Pt | G  | V  | N  | P  | GF | GS | DR  |
| ------------------ | ---- | ------------------ | -- | -- | -- | -- | -- | -- | -- | --- |
| Israele (bandiera) | 1.   | Hapoel Be'er Sheva | 83 | 36 | 25 | 8  | 3  | 66 | 24 | +42 |
|                    | 2.   | Maccabi Tel Aviv   | 81 | 36 | 24 | 9  | 3  | 76 | 24 | +52 |
|                    | 3.   | Beitar Gerusalemme | 58 | 36 | 18 | 6  | 12 | 46 | 37 | +9  |
|                    | 4.   | Maccabi Haifa      | 53 | 36 | 14 | 11 | 11 | 44 | 42 | +3  |
|                    | 5.   | Bnei Sakhnin       | 48 | 36 | 13 | 9  | 14 | 46 | 40 | +6  |
|                    | 6.   | Hapoel Ra'anana    | 42 | 36 | 11 | 9  | 16 | 38 | 48 | -10 |

Legenda:
      Campione d'Israele e ammessa alla UEFA Champions League 2016-2017
      Ammesse alla UEFA Europa League 2016-2017
Note:
Tre punti a vittoria, uno a pareggio, zero a sconfitta.
Le squadre iniziano con gli stessi punti con cui hanno concluso la stagione regolare.

### Risultati
|                | BeG  | BnS  | HBS  | HRa  | MHa  | MTA  |
| -------------- | ---- | ---- | ---- | ---- | ---- | ---- |
| Beitar G.      | –––– | 0-3  | 0-2  | 1-0  | 3-2  | 0-2  |
| Bnei Sakhnin   | 2-0  | –––– | 1-4  | 1-1  | 0-1  | 0-0  |
| H. Be'er Sheva | 2-0  | 3-1  | –––– | 0-0  | 1-1  | 1-1  |
| H. Ra'anana    | 1-2  | 2-3  | 1-4  | –––– | 3-0  | 1-1  |
| M. Haifa       | 1-0  | 3-3  | 2-1  | 2-0  | –––– | 0-0  |
| M. Tel Aviv    | 3-2  | 1-0  | 0-0  | 3-0  | 6-0  | –––– |

## Play-out

### Classifica finale
|  | Pos. | Squadra             | Pt | G  | V  | N  | P  | GF | GS | DR  |
|  | ---- | ------------------- | -- | -- | -- | -- | -- | -- | -- | --- |
|  | 7.   | Maccabi Petah Tiqwa | 46 | 33 | 13 | 7  | 13 | 34 | 35 | -1  |
|  | 8.   | Bnei Yehuda         | 46 | 33 | 13 | 7  | 13 | 37 | 43 | -6  |
|  | 9.   | Hapoel Tel Aviv     | 42 | 33 | 10 | 12 | 11 | 30 | 37 | -7  |
|  | 10.  | Hapoel Kfar Saba    | 38 | 33 | 9  | 11 | 13 | 23 | 37 | -14 |
|  | 11.  | Ironi K. Shmona     | 36 | 33 | 8  | 12 | 13 | 32 | 39 | -7  |
|  | 12.  | Hapoel Haifa        | 34 | 33 | 7  | 13 | 13 | 38 | 48 | -10 |
|  | 13.  | Hapoel Akko         | 34 | 33 | 9  | 7  | 17 | 27 | 48 | -21 |
|  | 14.  | Maccabi Netanya     | 12 | 33 | 1  | 9  | 23 | 14 | 50 | -36 |

Legenda:
      Retrocesse in Liga Leumit 2016-2017
Note:
Tre punti a vittoria, uno a pareggio, zero a sconfitta.
Le squadre iniziano con gli stessi punti con cui hanno concluso la stagione regolare.

### Risultati
|                | BnY  | HAk  | HHa  | HKS  | HTA  | IKS  | MNe  | MPT  |
| -------------- | ---- | ---- | ---- | ---- | ---- | ---- | ---- | ---- |
| Bnei Yehuda    | –––– | 3-1  |      |      | 2-4  | 1-0  |      | 1-2  |
| H. Akko        |      | –––– | 2-3  |      |      | 1-1  | 4-1  | 3-1  |
| H. Haifa       | 1-1  |      | –––– | 0-0  |      |      | 2-1  |      |
| H. Kfar Saba   | 0-1  | 0-0  |      | –––– | 0-3  | 2-1  |      |      |
| H. Tel Aviv    |      | 1-0  | 3-3  |      | –––– |      |      | 0-0  |
| I. K. Shmona   |      |      | 2-1  |      | 1-1  | –––– | 2-0  |      |
| M. Netanya     | 0-1  |      |      | 1-1  | 0-1  |      | –––– |      |
| M. Petah Tiqwa |      |      | 2-1  | 0-1  |      | 2-0  | 2-1  | –––– |

## Statistiche

### Classifica marcatori
| Gol |  |  | Giocatore         | Squadra            |
| --- |  |  | ----------------- | ------------------ |
| 35  |  |  | Eran Zahavi       | Maccabi Tel Aviv   |
| 14  |  |  | Shlomi Azulay     | Bnei Sakhnin       |
| 14  |  |  | Elyaniv Barda     | Hapoel Be'er Sheva |
| 14  |  |  | Nikita Rukavytsya | Beitar Gerusalemme |
| 11  |  |  | Mahran Lala       | Hapoel Haifa       |
| 11  |  |  | Evans Kangwa      | Hapoel Ra'anana    |
| 11  |  |  | Anthony Nwakaeme  | Hapoel Be'er Sheva |
| 11  |  |  | Pedro Galván      | Bnei Yehuda        |
| 10  |  |  | Eliran Atar       | Maccabi Haifa      |
| 10  |  |  | Tal Ben Haim      | Maccabi Tel Aviv   |
| 10  |  |  | Ofir Mizrahi      | Ironi K. Shmona    |

## Verdetti finali
- Hapoel Be'er Sheva (1º classificato) Campione di Israele e qualificato alla UEFA Champions League 2016-2017.
- Maccabi Tel Aviv (2º classificato), Beitar Gerusalemme (3º classificato) e Maccabi Haifa[3] qualificati alla UEFA Europa League 2016-2017.
- Hapoel Akko (13º classificato) e Maccabi Netanya (14º classificato) retrocessi in Liga Leumit 2016-2017.